# Petrindu, Sălaj

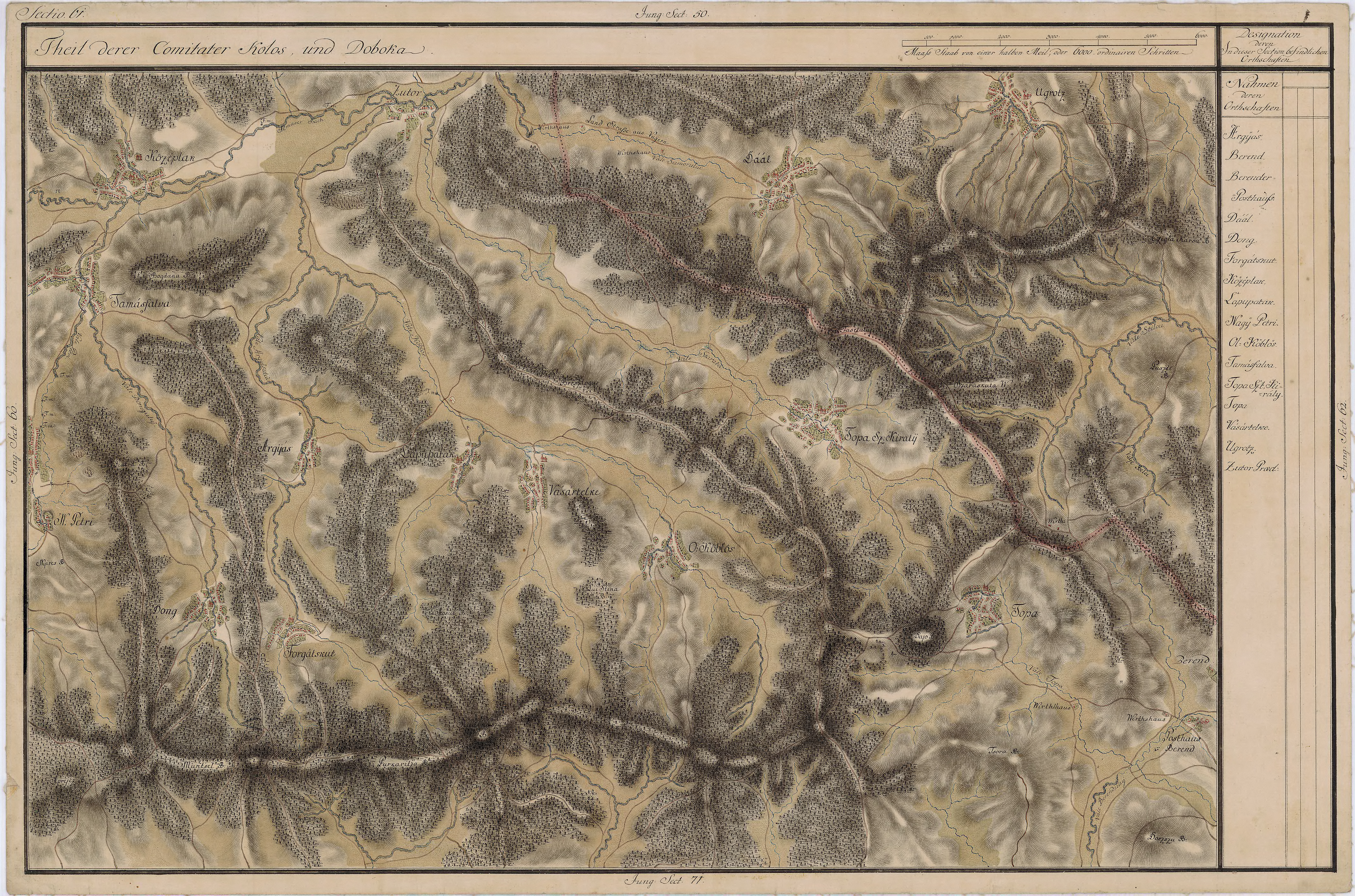
Petrindu în Harta Iosefină a Transilvaniei, 1769-1773

Petrindu este un sat în comuna Cuzăplac din județul Sălaj, Transilvania, România.

## Imagini

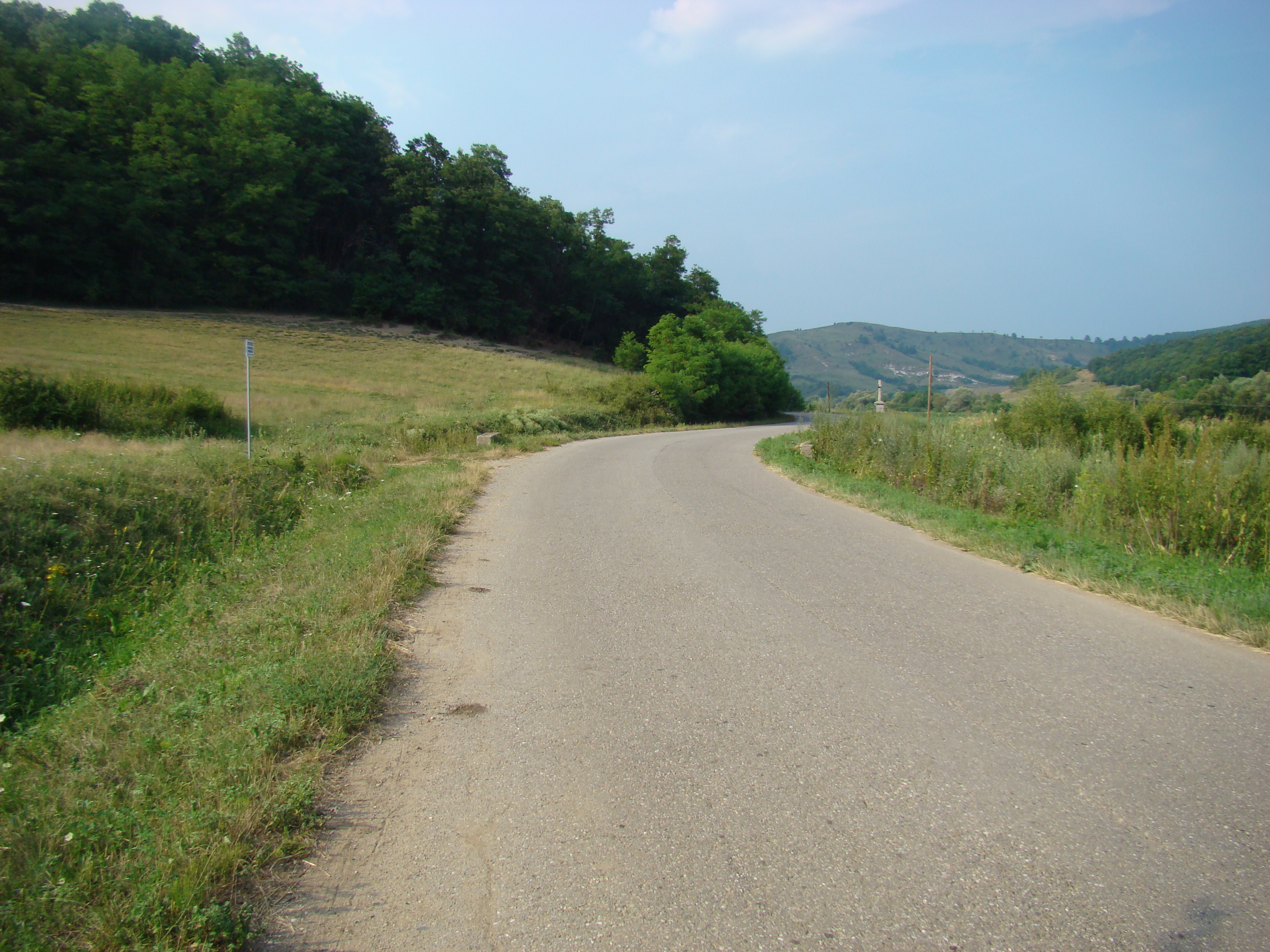
Drumul Tămaşa-Petrindu
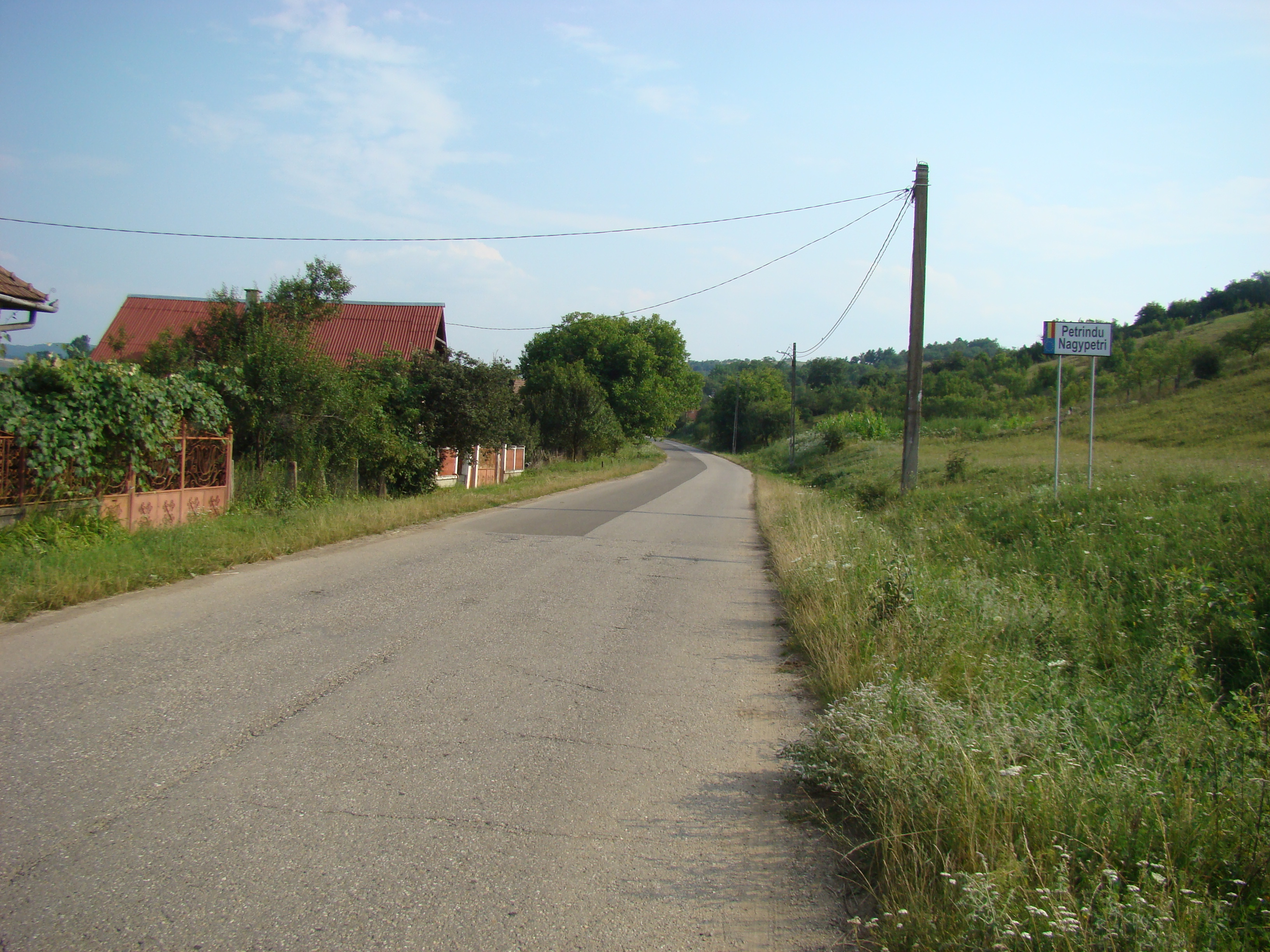
Intrarea în localitate
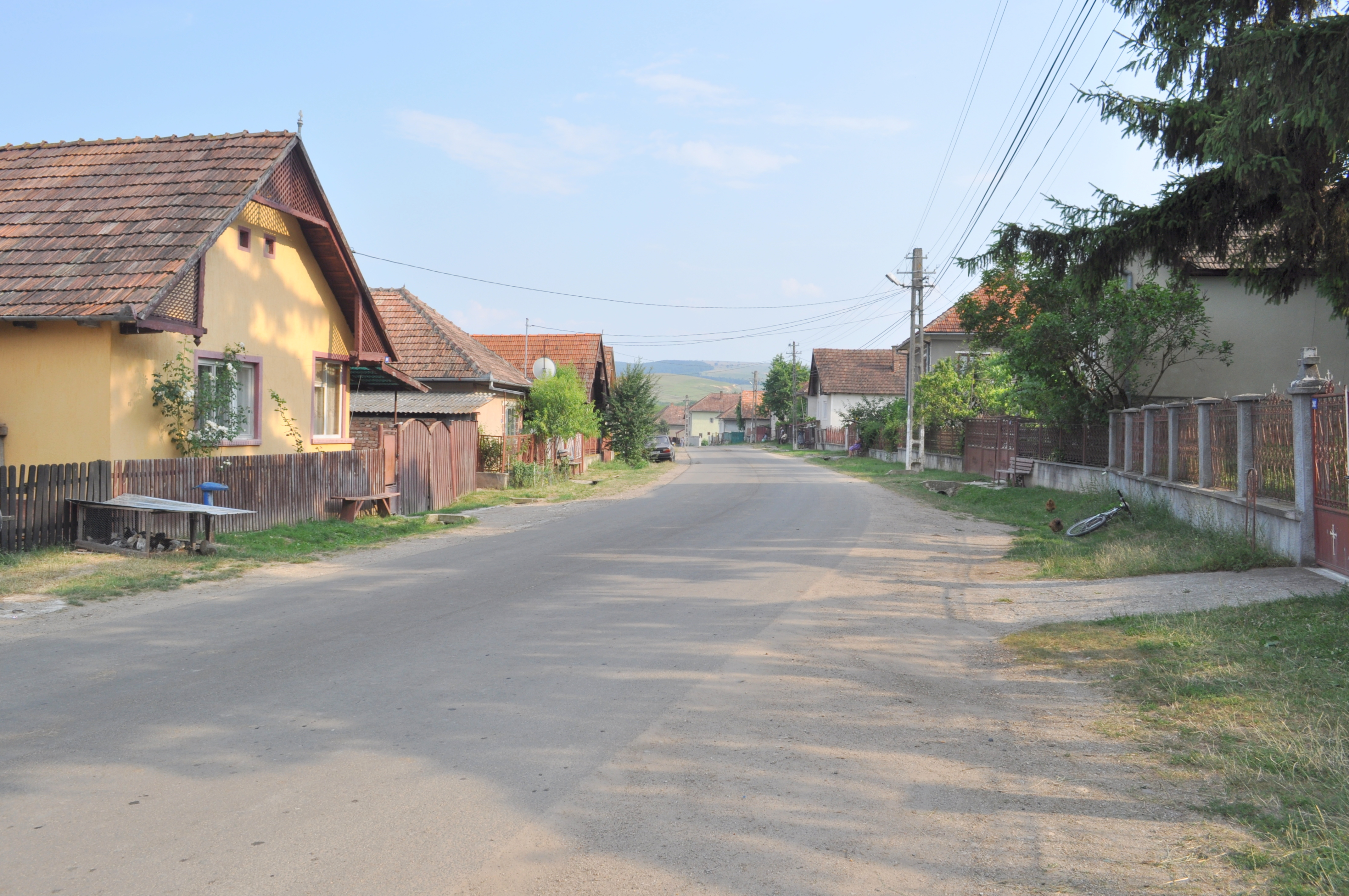
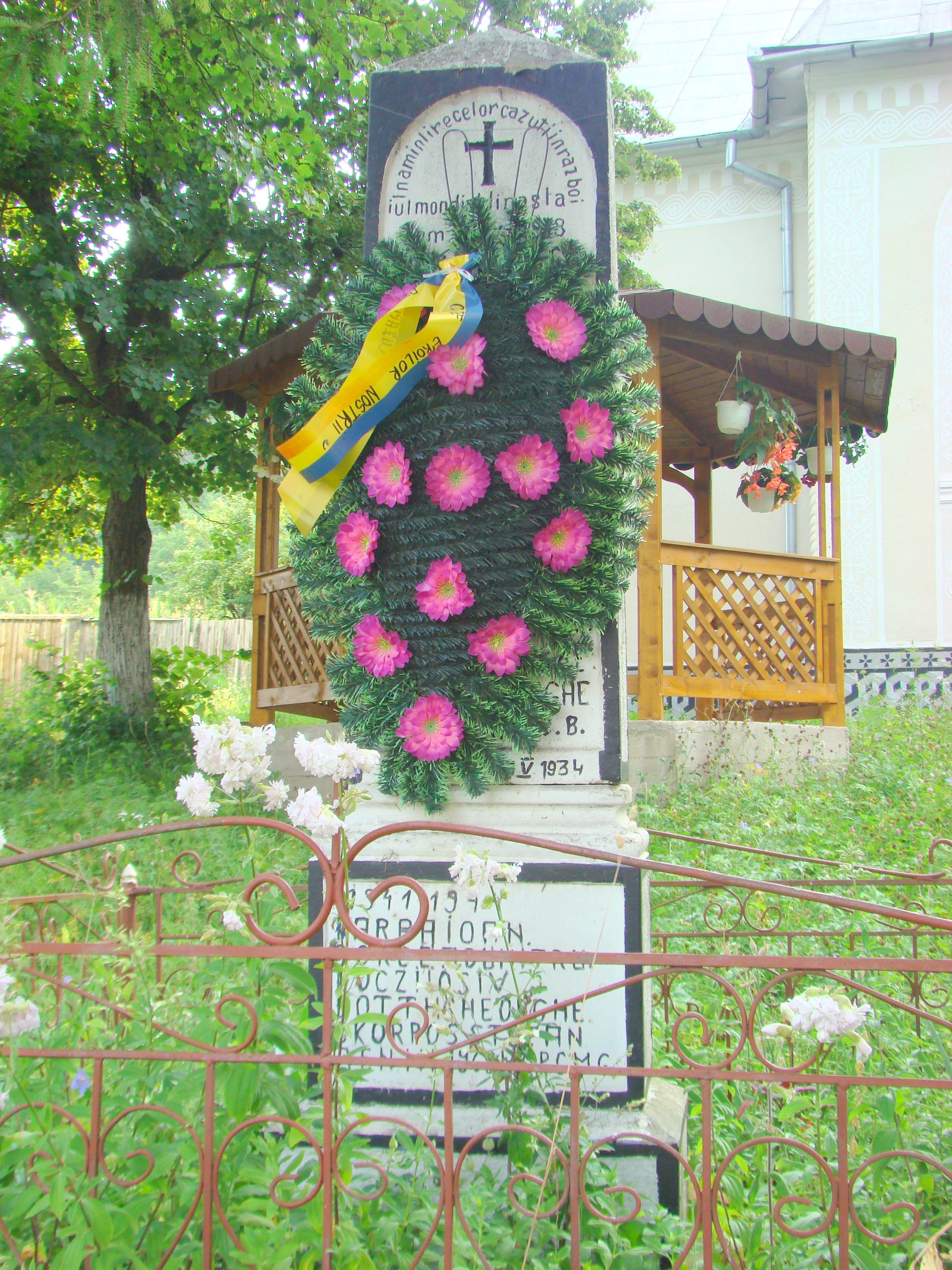
Monumentul eroilor
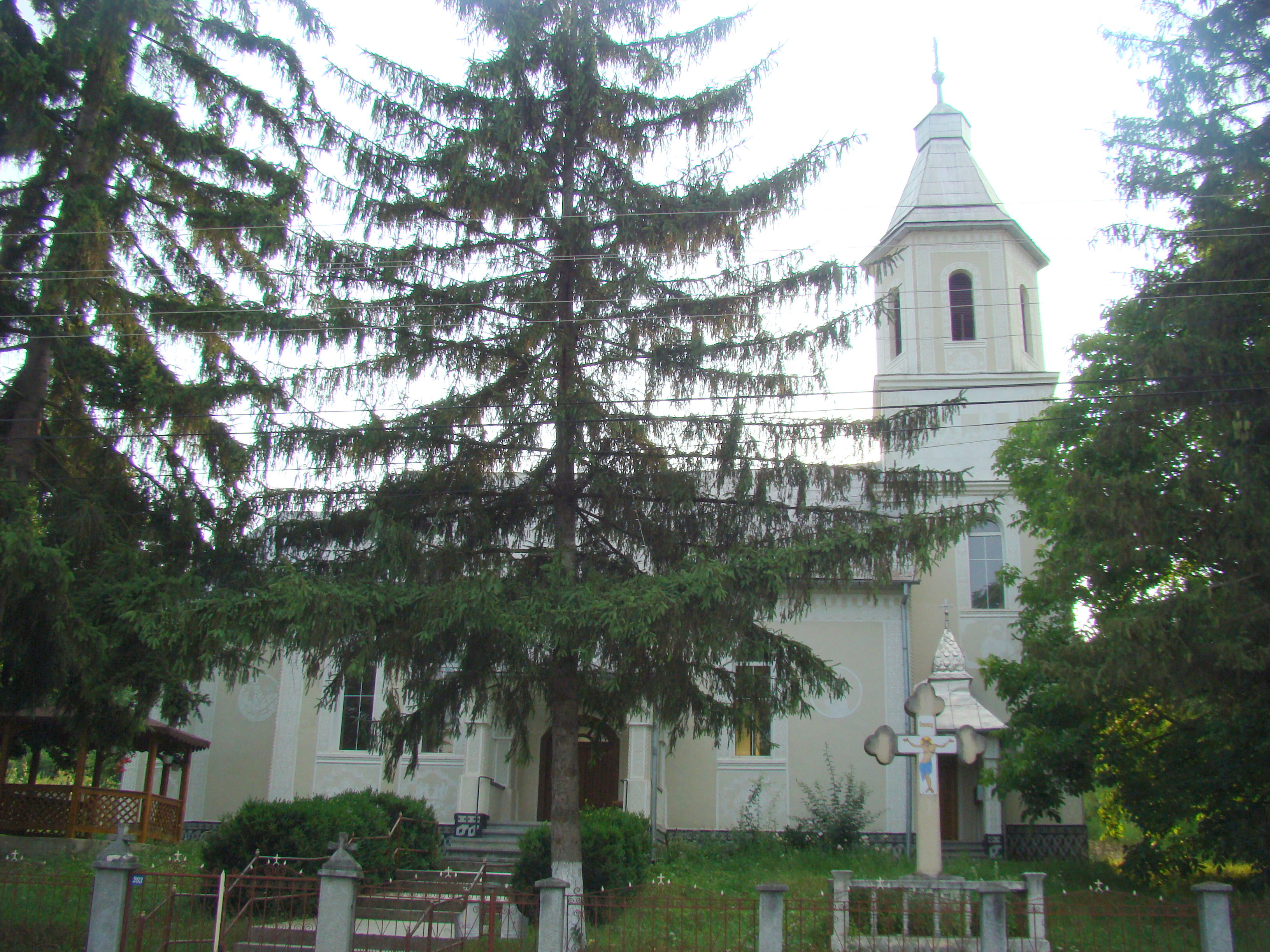
Biserica ortodoxă
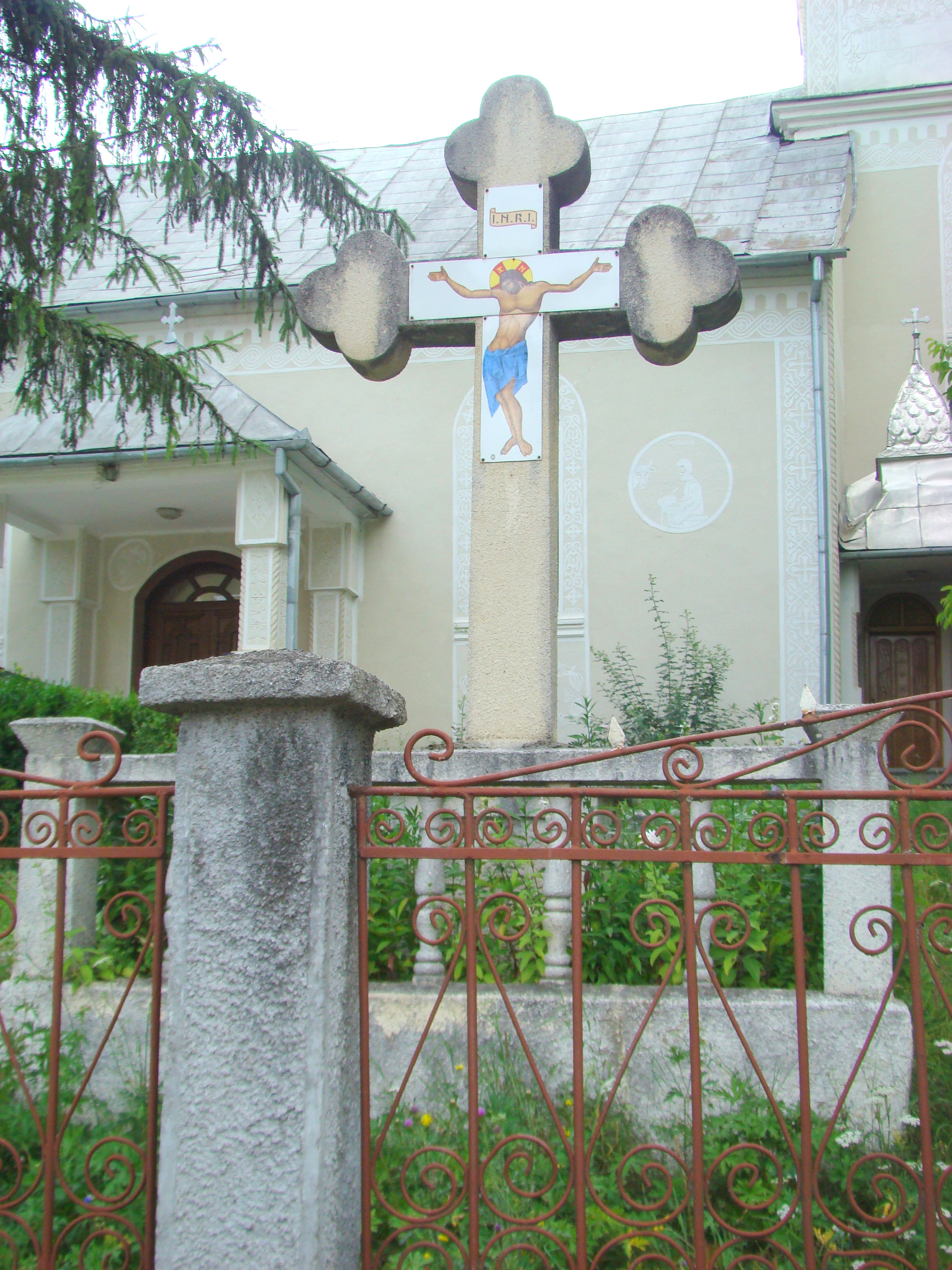
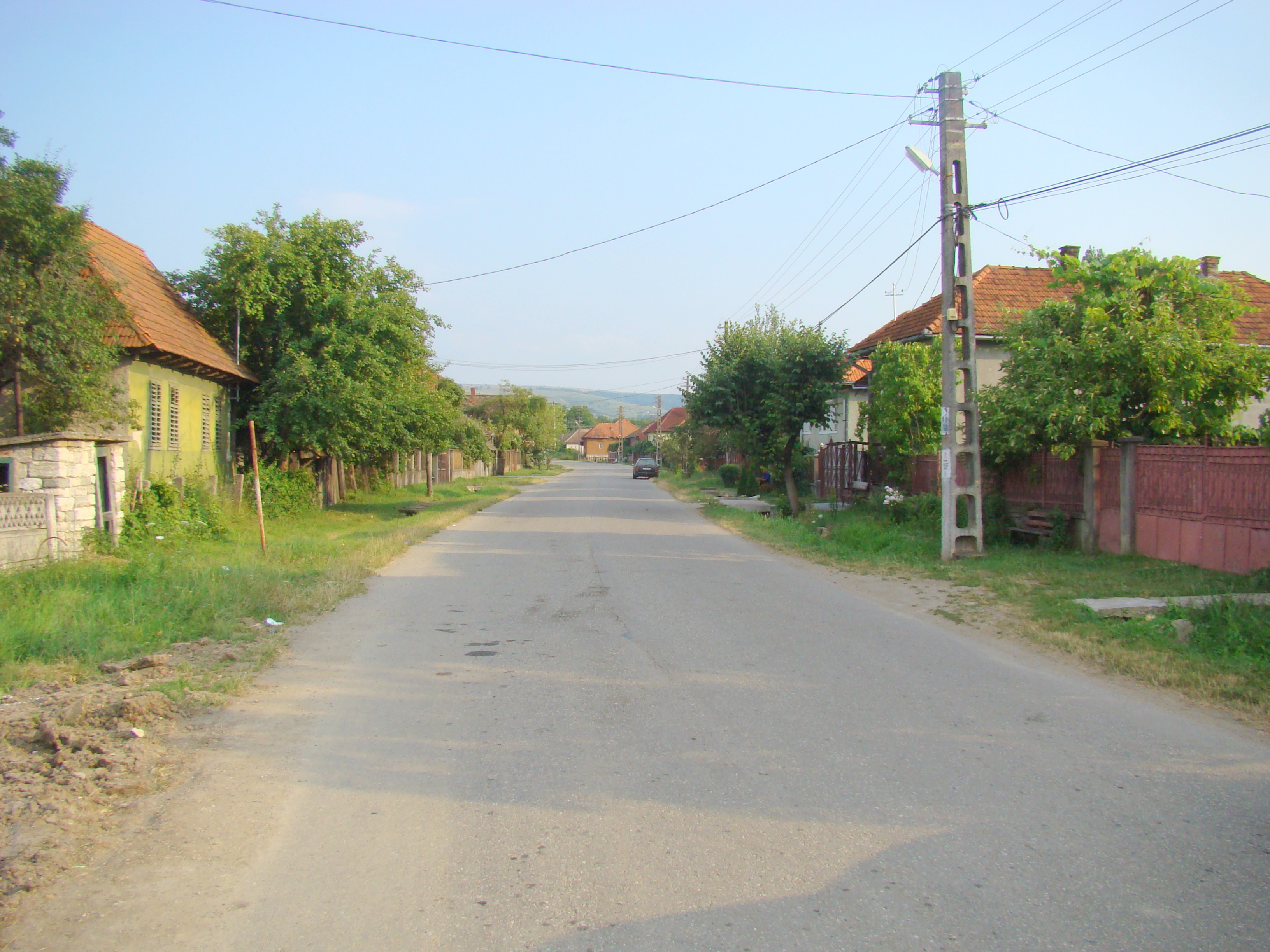
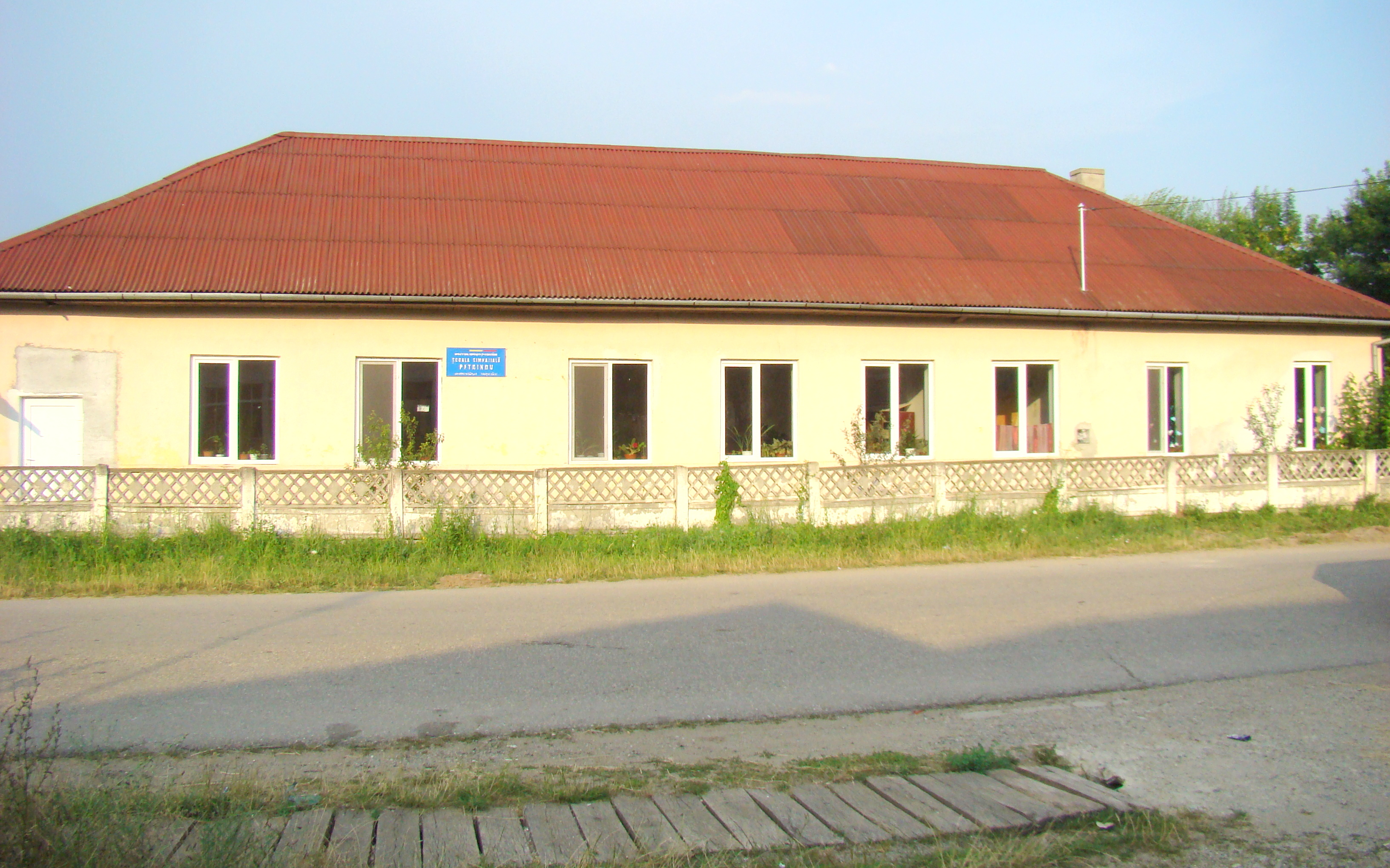
Şcoala
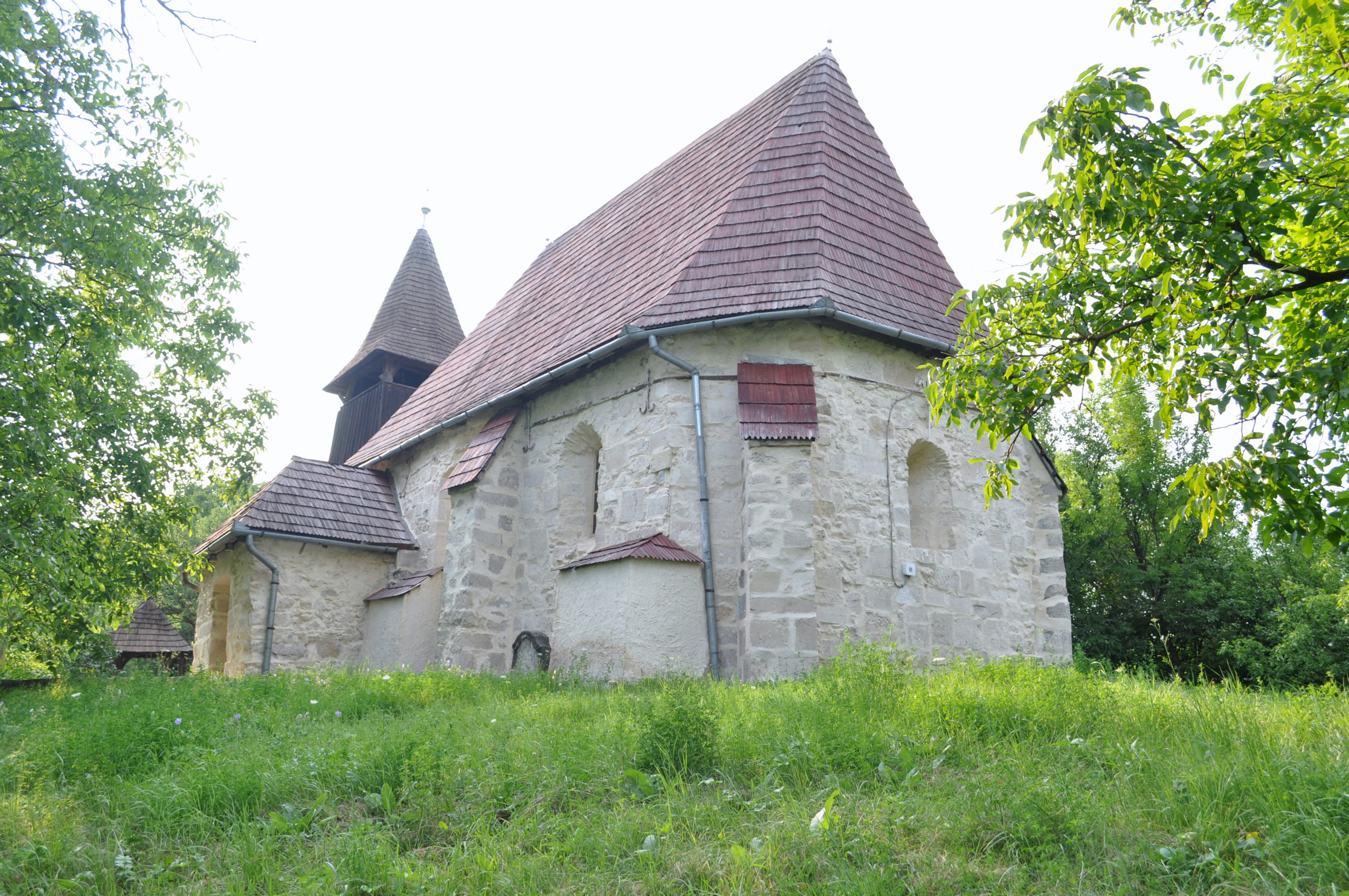
Biserica reformată (monument istoric)
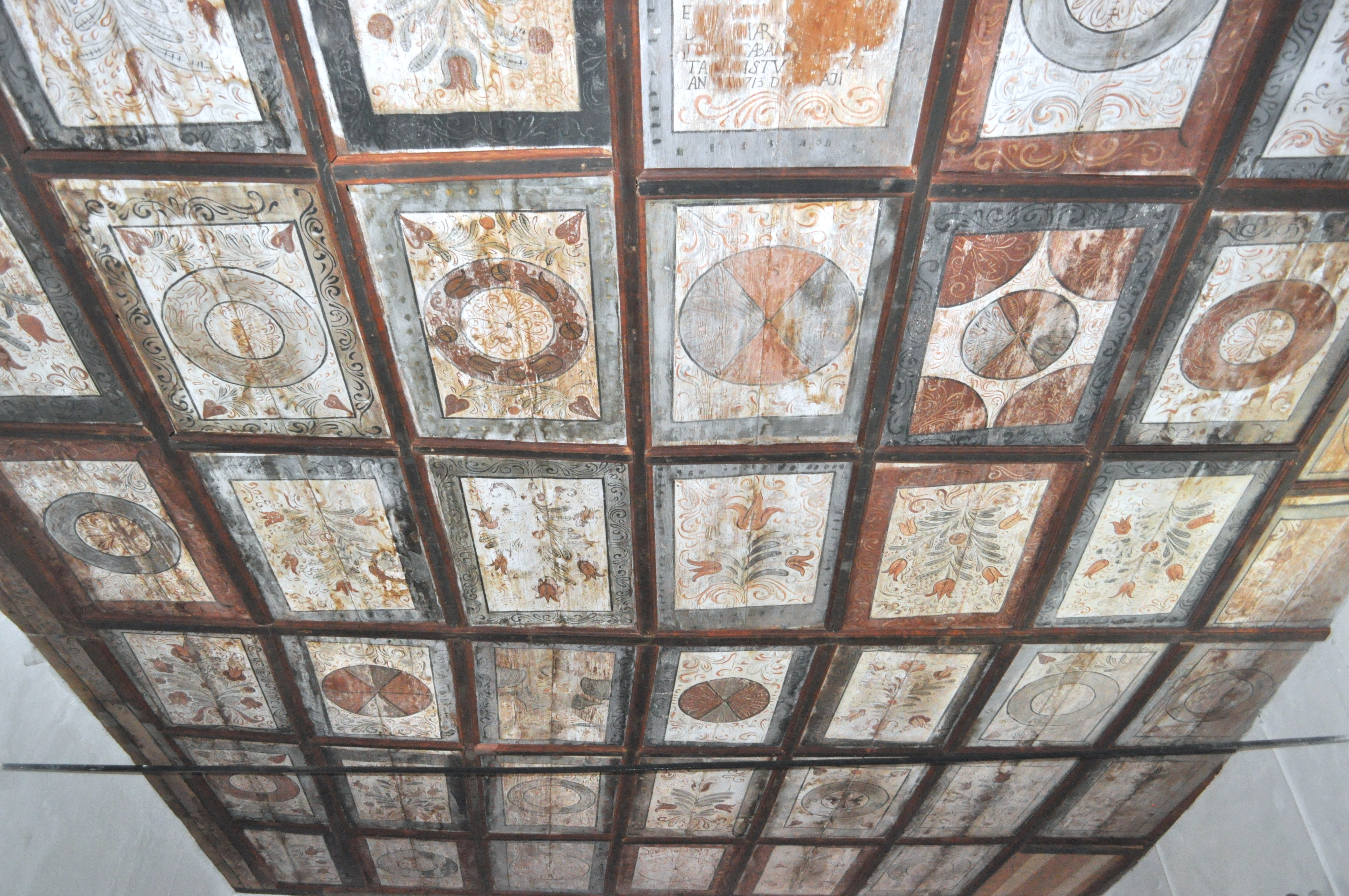
Tavanul casetat
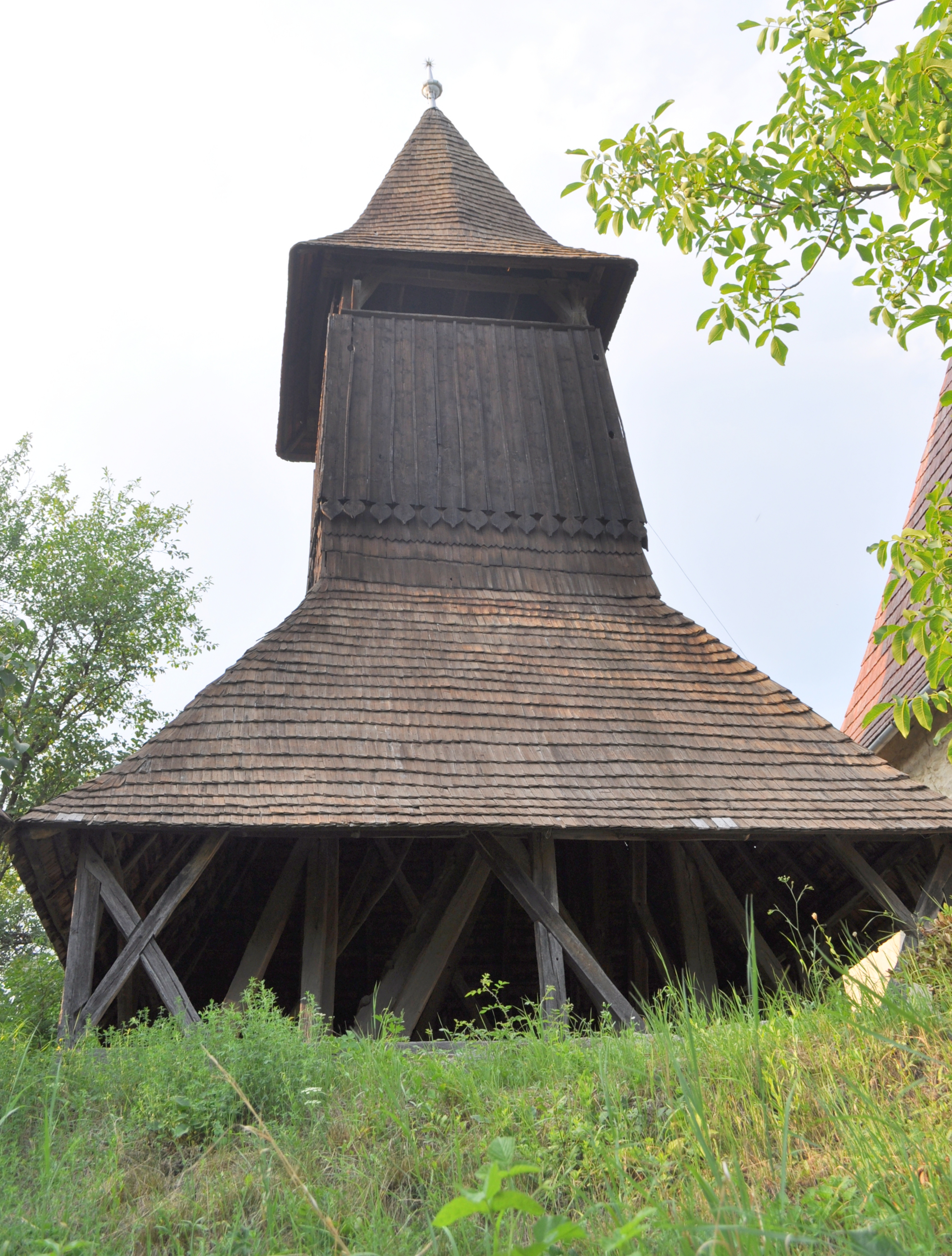
Clopotniţa bisericii reformate (monument istoric)
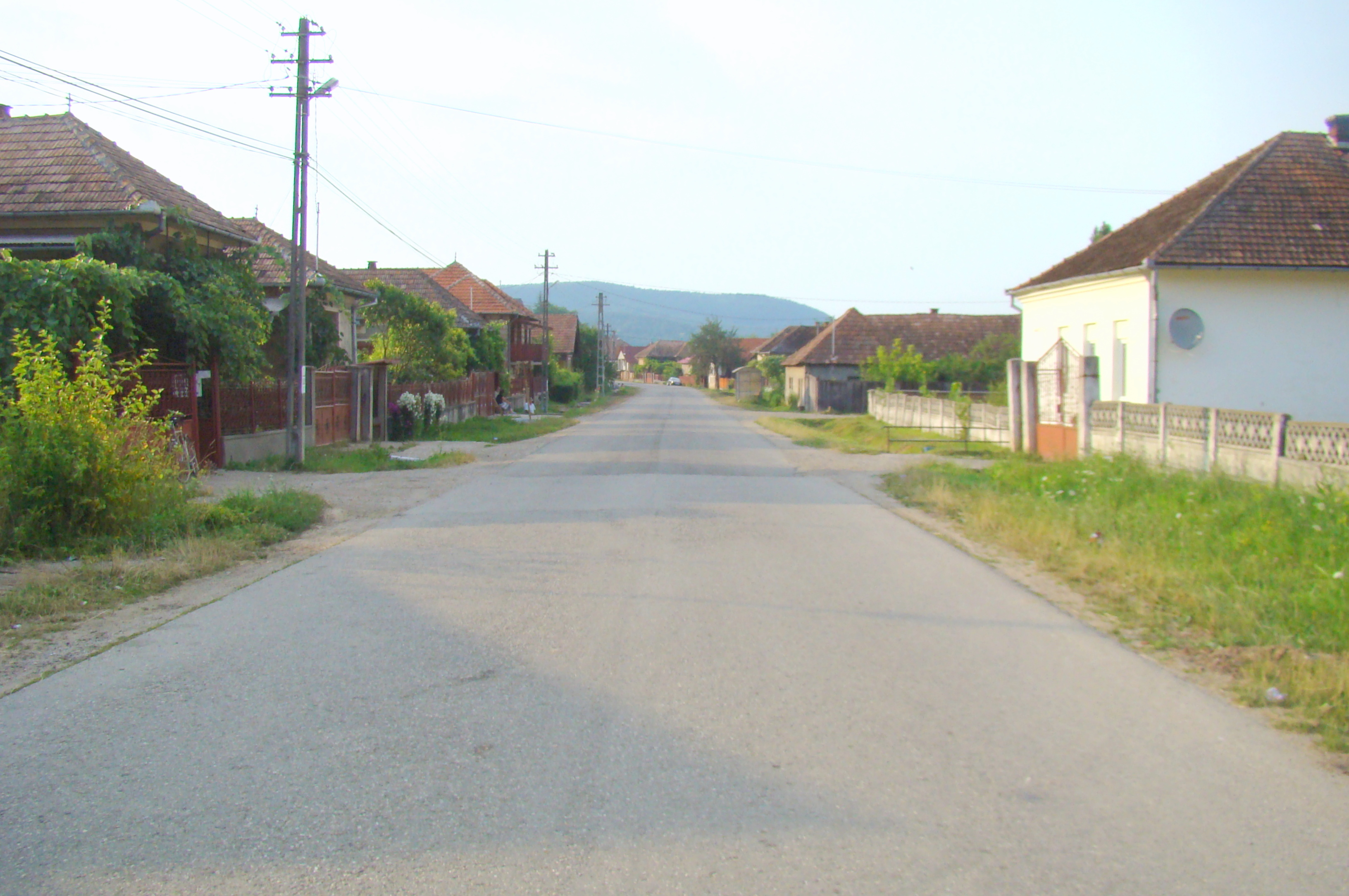